# 霍營站
霍营站是一个位于中国北京市昌平区霍营街道、回龙观街道交界黃平路、科星西路与双沙铁路交叉口，属于北京地铁8号线和13号线的地铁换乘站。

## 位置
这个站位于黄平路与双沙铁路交汇处东，铁路北侧。附近均为居住区。

## 结构
13号线车站为地面站，双岛式站台设计，与铁路平行，于2002年投入使用。霍营站设有4条股道，与回龙观车辆段相连，外侧的股道供出入库使用。
8号线车站为地下站，岛式站台设计，与黄平路平行，于2011年投入使用。两线呈小角度相交。
两线站厅都在地下一层（对于13号线来说在站台下方，而对于8号线来说在站台上方），换乘由一条约80米长的换乘通道完成，乘客经由此通道可往返于两线站厅之间。
| 地上二层 13号线站台层 |                            | █ 13号线出库往西直门（回龙观）           |
| 地上二层 13号线站台层 | 岛式站台，右側開門         |                                          |
| 地上二层 13号线站台层 | █ 13号线往西直门（回龙观） |                                          |
| 地上二层 13号线站台层 | █ 13号线往东直门（立水桥） |                                          |
| 地上二层 13号线站台层 | 岛式站台，右側開門         |                                          |
| 地上二层 13号线站台层 | █ 13号线回库               |                                          |
| 地上一层 13号线站厅层 | 13号线站厅                 | 票务服务、自动售票机、查询机、一卡通充值 |
| 地面层                | 街道                       | A-H出入口                                |
| 地下一层 8号线站厅层  | 8号线站厅                  | 票务服务、自动售票机、查询机、一卡通充值 |
| 地下二层 8号线站台层  |                            | █ 8号线往朱辛庄（回龙观东大街）          |
| 地下二层 8号线站台层  | 岛式站台，左側開門         |                                          |
| 地下二层 8号线站台层  | █ 8号线往瀛海（育新）      |                                          |

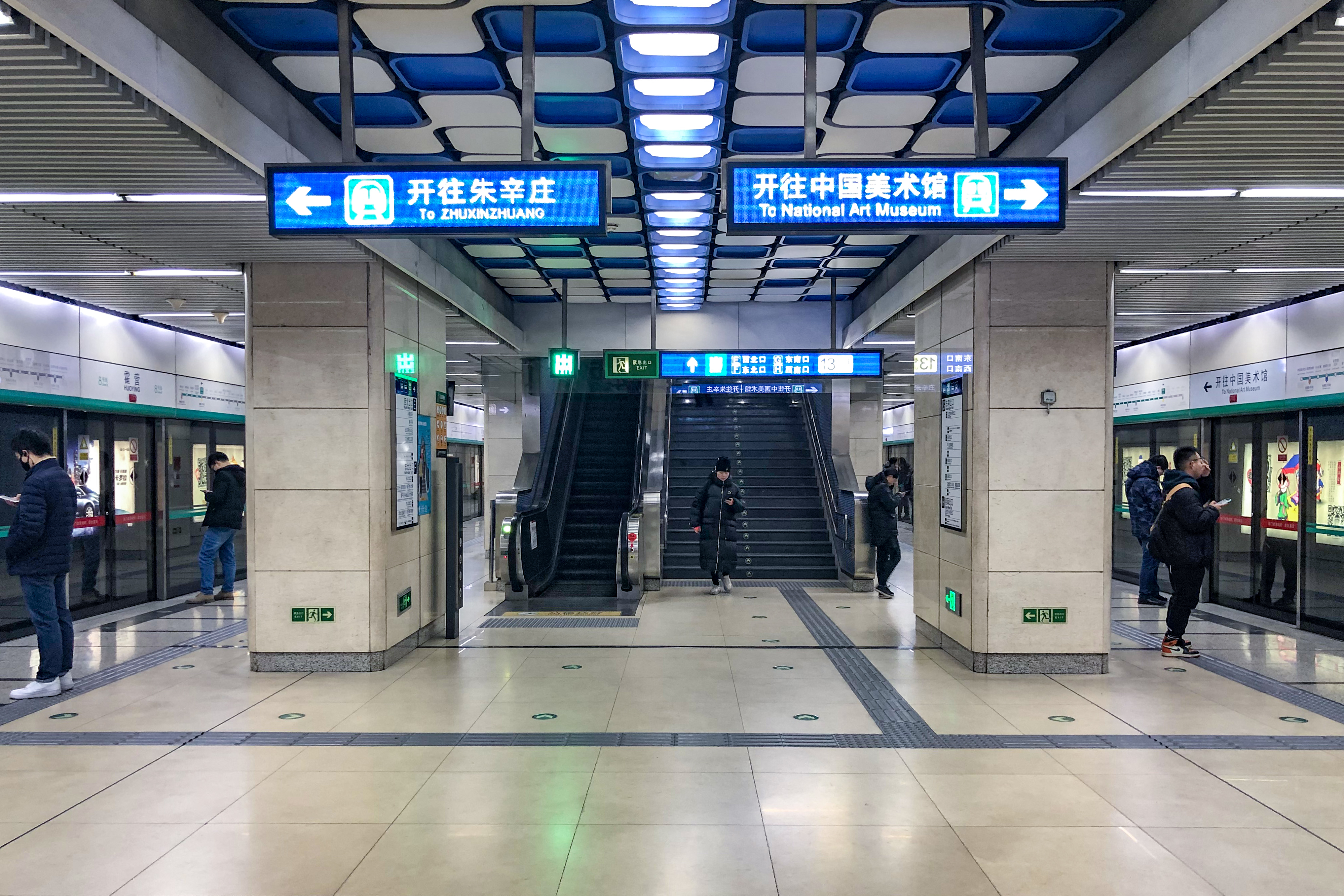
霍營站8号线站台（2020年1月摄）
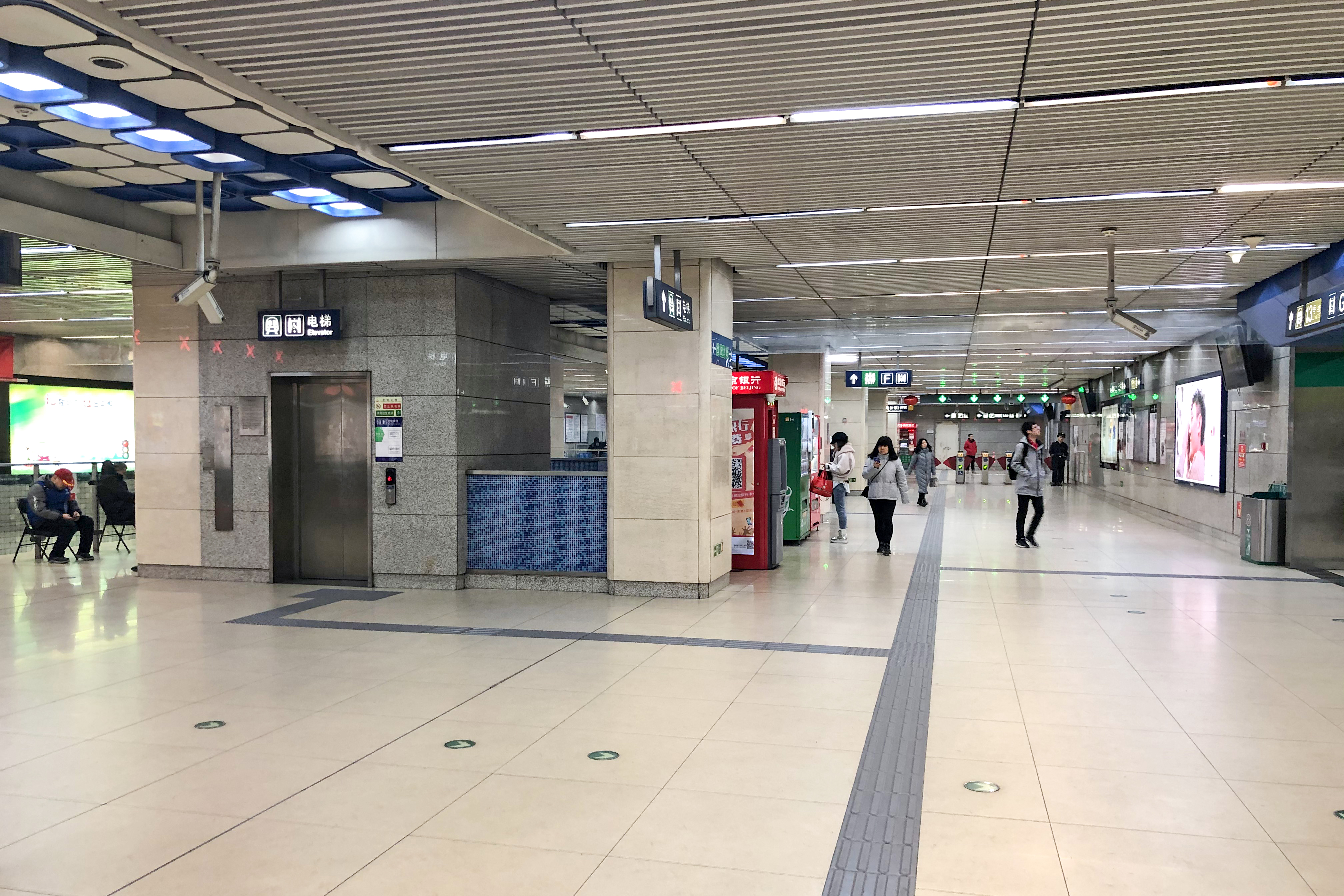
霍營站8号线站厅（2020年1月摄）
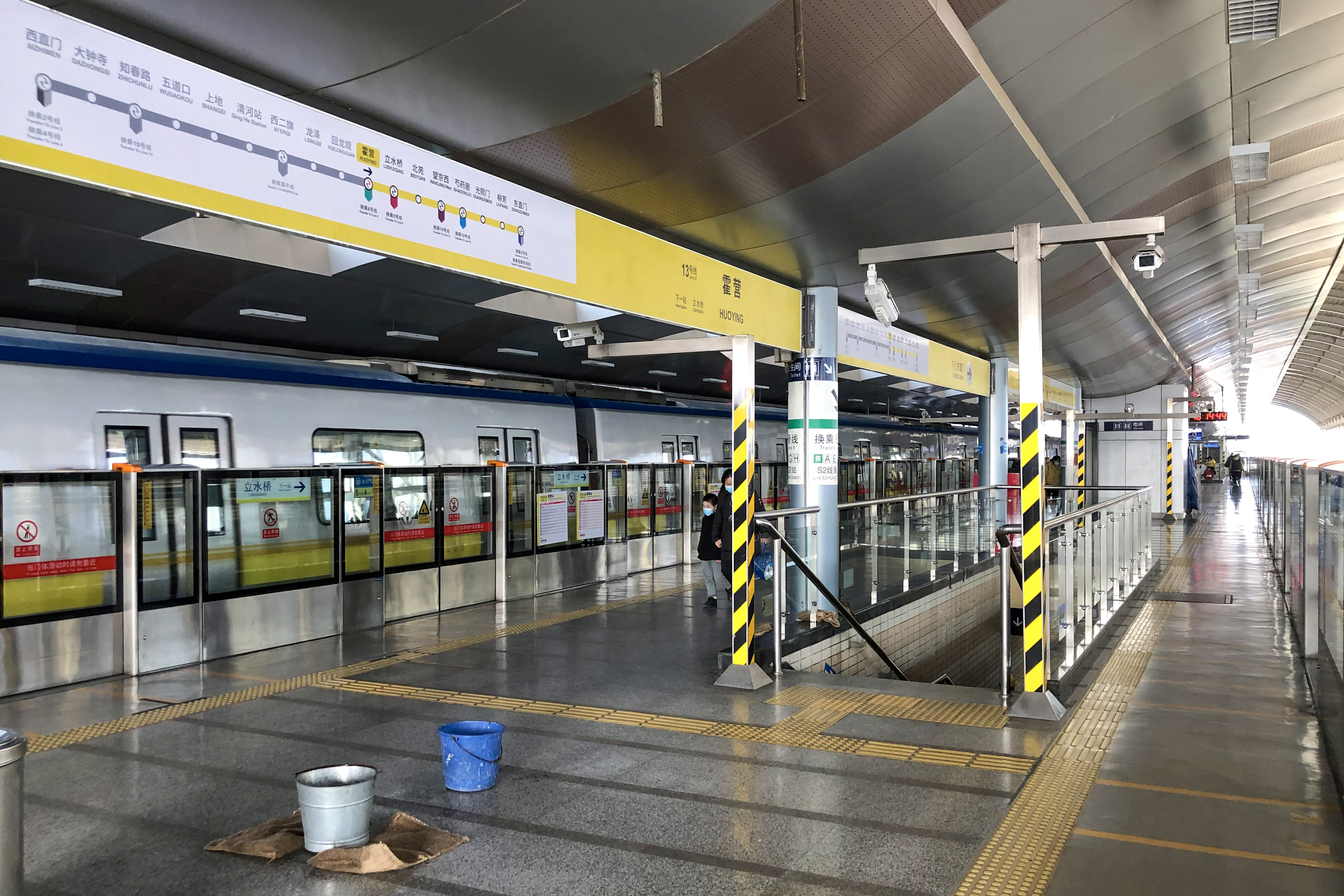
霍營站13号线站台（2021年3月摄）
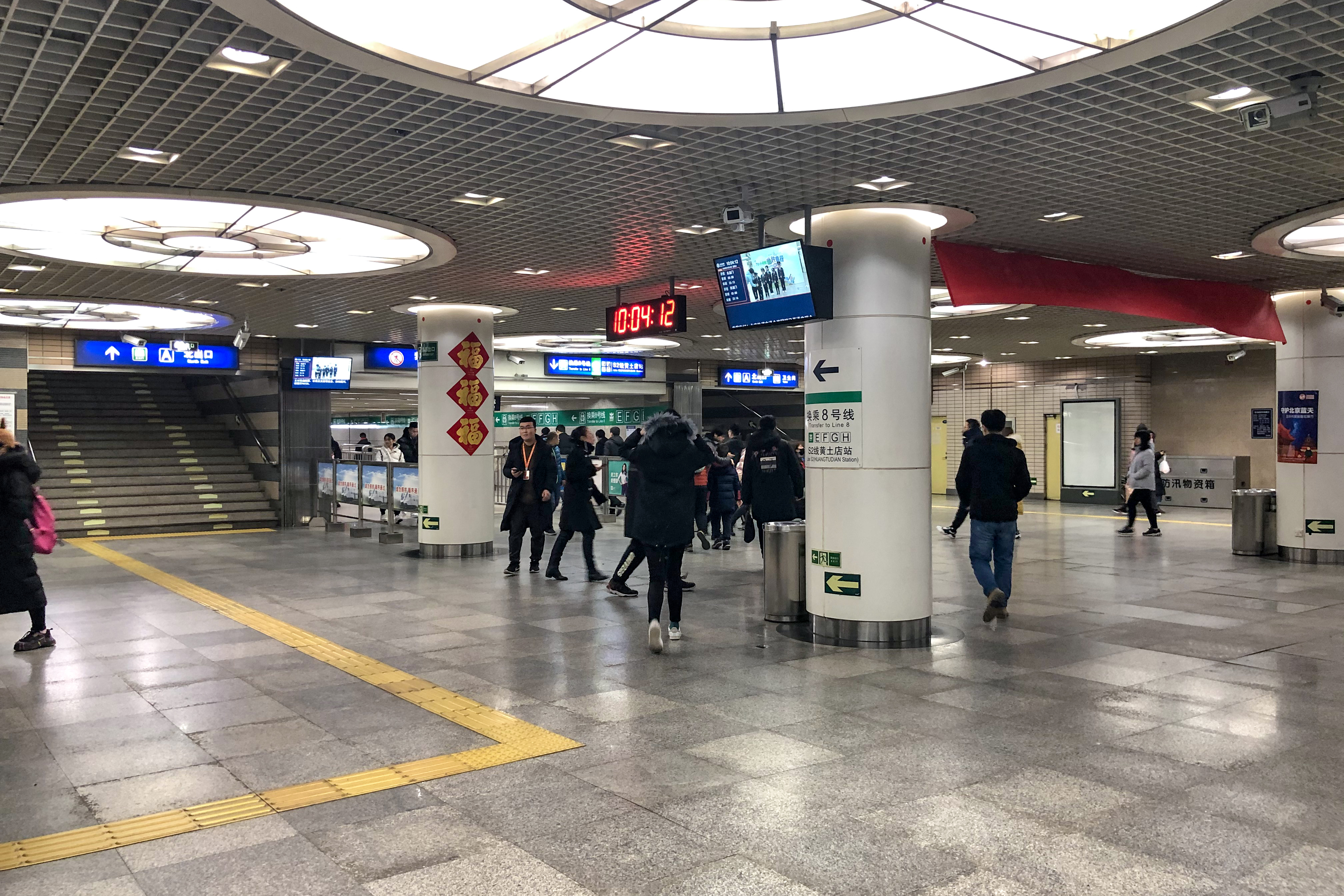
霍營站13号线站厅（2020年1月摄）
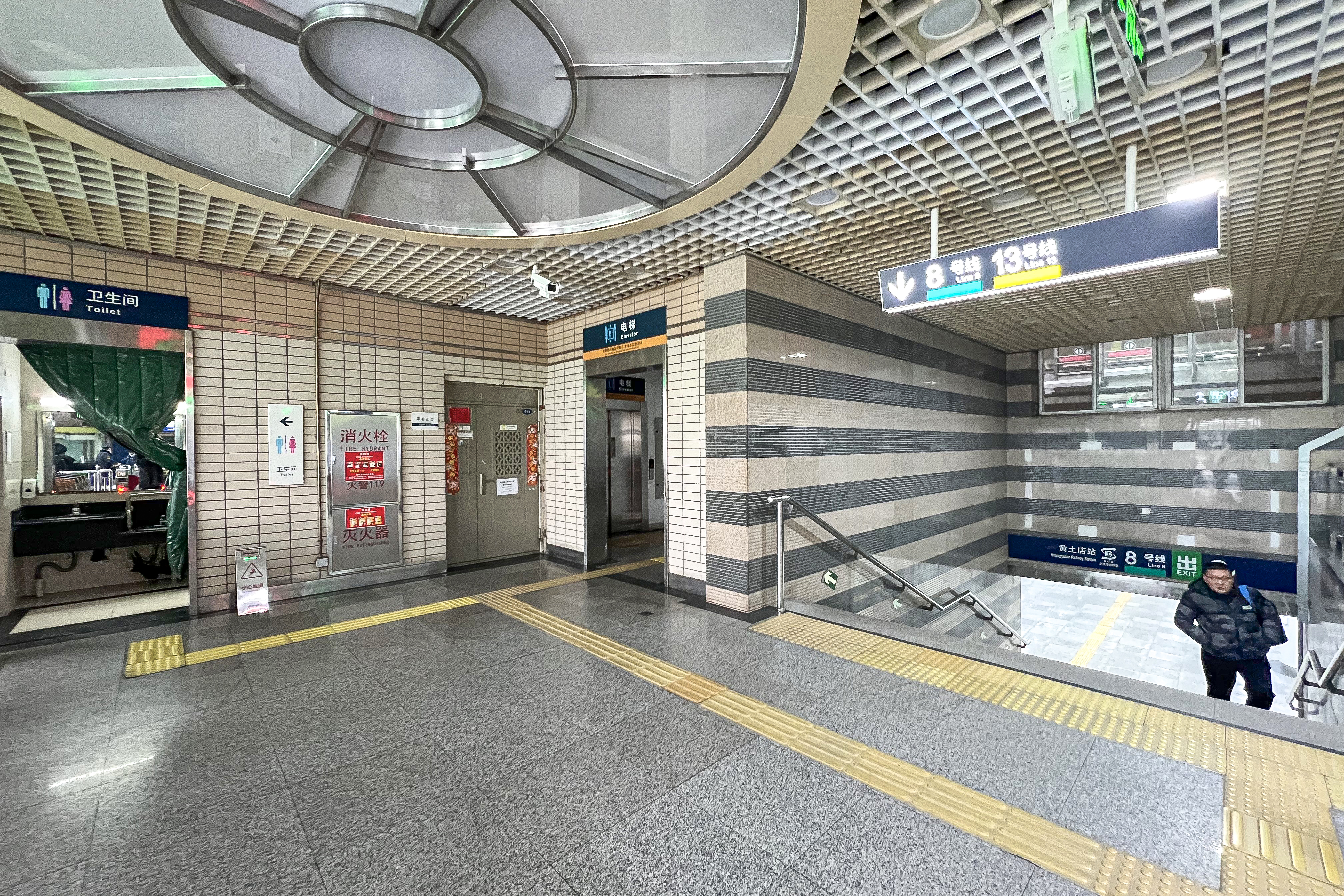
霍营站13号线A口出站厅（2024年1月摄）

## 出入口
8号线设有8个出入口（E、F1、F2、G1、G2、G3、G4、H），13号线设有1个出入口（A）。其中G1和H出入口专门用于换乘公交线路，对应地面1.4万平方米的公交场站。此外，在霍营站外设有1.4万平方米的P+R停车场。
不论8号线还是13号线在2015年4月29日前都没有开通通向双沙铁路南侧的出口，虽然已计划有一条穿过铁路的地下出入口，但由于需下穿铁路施工，通道长期处于停工状态，直至2014年8月才完成下穿13号线和双沙铁路的通道。为了解决绕路问题，位于铁路南侧的旗胜家园小区业主自筹资金修建了下穿铁路的小路“旗心路”，以方便居民前往霍营站，不过这一工程没有经过规划部门批准。
2015年4月29日，霍营站G3、G4出入口开通，附近居民只需5分钟即可到地铁站乘坐地铁。G3口位于双沙铁路北侧、霍营站13号线站前广场东侧，G4口位于双沙铁路南侧，并有道路连接北京市郊铁路S2线过渡站黄土店站。
为配合霍营综合交通枢纽主体工程建设，8号线霍营站G1、G2、H出入口及G1口至G3口的地下通道于2024年8月31日关停。
|                           |                          |                            |      |            |
|                           |                          |                            |      |            |
| 編號                      | 指示                     | 建議前往的目的地           | 照片 | 无障碍设施 |
| 连通 13号线站厅           |                          |                            |      |            |
| 出口 · A · 升降机标志     | 黄平路 黄土店站          | G3口（黄土店站方向）       |      |            |
| 连通 8号线站厅            |                          |                            |      |            |
| 出口 · E                  | 科星西路、黄平路         | 龙跃苑东四区、龙跃苑东五区 |      | 不適用     |
| 出口 · F · 1 · 升降机标志 | 黄平路（北侧）、科星西路 | 龙跃街、首开国风美唐       |      |            |
| 出口 · F · 2              | 黄平路（南侧）           | 华龙苑南里                 |      | 不適用     |
| （施工封闭）              |                          | 公交车专用出口             |      |            |
| （施工封闭）              |                          | 华龙苑南里                 |      | 不適用     |
| 出口 · G · 3              |                          | 13号线车站广场             |      | 不適用     |
| 出口 · G · 4              | S2线                     | S2线黄土店站、旗胜家园     |      | 不適用     |
| （施工封闭）              |                          | 公交车专用出口             |      | 不適用     |
| 註： 設有                 |                          |                            |      |            |

## 历史
本站在13号线（彼时称“北京城市铁路”）开通前的工程名为回龙观东站，2002年6月因与霍营村相对，而定名为霍营站，同年9月28日随13号线西段投入运营。2003年1月28日，霍营-东直门段开通运营，霍营站不再是全程车终点站。8号线霍营站则于2011年12月31日投入使用。
2016年11月3日，因应S2线列车始发终到站迁至黄土店临时站，北京地铁运营三分公司将13号线霍营站末班车试行向后延长十分钟。
2022年8月19日，北京城建设计发展集团有限公司、株式会社日建设计联合体中标霍营综合交通枢纽一体化综合利用项目的设计工作。

## 环境
2008年至2012年，由于附近小区、地铁8号线施工的问题，霍营站附近交通混乱，如遇雨天，道路状况很不理想。地铁8号线开通后，该问题已得到解决。